# Mihael Hermann
Mihael Hermann (24. září 1822 Gersdorf an der Feistritz – 15. nebo 16. prosince 1883 Štýrský Hradec) byl rakouský politik ze Štýrska německého původu, který se ale přiklonil k slovinské národnosti. V 2. polovině 19. století působil jako poslanec Říšské rady.

## Biografie
Vystudoval práva na Univerzitě ve Štýrském Hradci a v letech 1848–1849 pak působil jako soudce na panství Thannhausen. V letech 1850–1870 byl soudním adjunktem, soudcem a soudním radou na různých místech ve Štýrsku. Roku 1870 se usadil ve Štýrském Hradci. Ačkoliv byl rodem německého původu, během působení v Ptuji se stal stoupencem slovinského národního hnutí, naučil se slovinsky a zapojil se do slovinských spolků. Byl tajemníkem ptujského slovinského čtenářského spolku.
Byl aktivní i politicky. Zasedal jako poslanec Štýrského zemského sněmu. Poprvé sem byl zvolen již ve volbách roku 1861. Zastupoval kurii venkovských obcí, obvod Ptuj, Rogatec, Ljutomer. Od roku 1870 zasedal i v zemském výboru. Byl kandidátem slovinských a německých konzervativců. Na sněmu přeložil v roce 1863 návrh na zavedení slovinštiny do úřadů a škol. Zemským poslancem byl až do své smrti.
Působil i jako poslanec Říšské rady (celostátního parlamentu Předlitavska), kam nastoupil v prvních přímých volbách roku 1873 za kurii venkovských obcí ve Štýrsku, obvod Ptuj, Rogaška Slatina, Ljutomer atd. Mandát zde obhájil ve volbách roku 1879. Poslancem byl až do své smrti v roce 1883. V roce 1873 se uvádí jako Michael Herman, c. k. okresní soudce a člen zemského výboru, bytem Štýrský Hradec. V parlamentu zastupoval opoziční blok. V roce 1878 zasedal v poslaneckém Hohenwartově klubu, který byl konzervativně a federalisticky orientován. Patřil do konzervativní staroslovinské strany. Dlouhodobě se zasazoval o federalistické uspořádání Rakouska. Podporoval práva církve, odmítal liberální zákonodárství a brojil proti židovským liberálním novinářům. Pro dlouhodobé zdravotní problémy se v závěru svého působení v Říšské radě jen zřídka účastnil sněmovních schůzí.
Zemřel v prosinci 1883.